# سيدتي الجميلة (فلم)
سيدتي الجميلة (بالإنجليزية: My Fair Lady) فيلم عن قصة بجماليون للكاتب الكبير جورج برنارد شو عام 1964 بطولة أودري هيبورن مع ريكس هاريسون. حاز فيلم سيدتي الجميلة على جائزة الأوسكار لأفضل فيلم 1964. كما حصل عام 1998 على الترتيب الحادي والتسعين لأفضل 100 فيلم من أفلام السينما الأمريكية على الإطلاق عبر 100 عام وذلك ضمن فعاليات يقوم بها معهد الفيلم الأمريكي.

## روابط خارجية
- سيدتي الجميلة على موقع IMDb (الإنجليزية)
- سيدتي الجميلة على موقع ميتاكريتيك (الإنجليزية)
- سيدتي الجميلة على موقع الموسوعة البريطانية (الإنجليزية)
- سيدتي الجميلة على موقع روتن توميتوز (الإنجليزية)
- سيدتي الجميلة على موقع نتفليكس (الإنجليزية)
- سيدتي الجميلة على موقع ألو سيني (الفرنسية)
- سيدتي الجميلة على موقع Turner Classic Movies (الإنجليزية)
- سيدتي الجميلة على موقع أول موفي (الإنجليزية)
- سيدتي الجميلة على موقع بوكس أوفيس موجو (الإنجليزية)
- سيدتي الجميلة على موقع فيلمافينيتي (الإسبانية)